# The Split Nugget
The Split Nugget est un film muet américain réalisé par Wilbert Melville et sorti en 1913.

## Fiche technique
- Réalisation : Wilbert Melville
- Scénario : Wilbert Melville
- Production : Siegmund Lubin
- Date de sortie :  États-Unis : 11 avril 1913

## Distribution
- Henry King : John Stanton
- Irene Hunt
- Carl von Schiller
- Laura Nevius
- Joseph Holland